# 146 км (зупинний пункт, Полтавська дирекція Південної залізниці)
146 кіломе́тр — пасажирський залізничний зупинний пункт Полтавської дирекції Південної залізниці.
Розташований між селами Корсунівка та Вовківське, Лохвицького району, Полтавської області на лінії Лохвиця — Ромодан між станціями Сенча (5 км) та Лохвиця (15 км).
На зупинному пункті зупиняються приміські електропоїзди.